# Мануэл Домингуш Аугусто
Мануэл Домингуш Аугусто (порт. Manuel Domingos Augusto; 2 сентября 1957, Луанда) — ангольский политический, государственный и дипломатический деятель, министр иностранных дел Анголы (2017—2020), журналист.
Член Народного движения за освобождение Анголы — Партии труда (МПЛА), член Политбюро и ЦК МПЛА. Занимался журналистской деятельностью.
С 1992 года — на дипломатической работе.
В 1992—1994 годах — руководитель 1-й дипломатической миссии Анголы в ЮАР. В 1995—1999 годах работал послом Анголы в Замбии, затем — посол Анголы в Эфиопии (2005—2010).
Государственный секретарь по внешним связям (2010–2017). С 2017 по 2020 год занимал пост министра иностранных дел Анголы при президенте Жуане Лоренсу.